# پایین‌گنج‌افروز
گنج‌افروز (پایین گنج افروز)، شهری است از توابع بخش مرکزی شهرستان بابل در استان مازندران ایران دارای جمعیت ۱۴۷۲۳و وسعت ۹/۲کیلومتر مربع است.

## جمعیت
این شهر در دهستان گنج افروز قرار دارد و براساس سرشماری مرکز آمار ایران در سال ۱۳۹۵، جمعیت آن ۴۹۴۵ نفر (۱۶۸۶ خانوار) بوده‌است.